# 465

## Събития

### Според мястото

#### Източна Римска империя
- Василиск става консул на Източната Римска империя.

## Починали
- 15 август – Либий Север, западноримски император